# SMPlayer
SMPlayer es un reproductor multimedia multiplataforma, distribuido como software libre bajo la licencia GPLv2. SMPlayer es una interfaz gráfica creada con la librería Qt para MPlayer y mpv, un reproductor con códecs incorporados, capaz de reproducir una gran variedad de formatos de vídeo y audio, pero además SMPlayer añade características adicionales como recordar la posición y las opciones con las que se reproducen los archivos, la capacidad de descargar videos de YouTube, y buscar y descargar subtítulos de internet.

## Características
SMPlayer por ser una interfaz para MPlayer y mpv soporta todas sus características, pero además añade otras como:
- Recordar la configuración y la posición del tiempo de cada archivo que ejecuta
- Filtros para audio y video
- Listas de reproducción
- Búsqueda de subtítulos en la web
- Reproducir vídeos de YouTube
- Disponibilidad en más de 30 idiomas
- Estilos y temas de iconos
- Radio
- TV[2]

## Paquetes

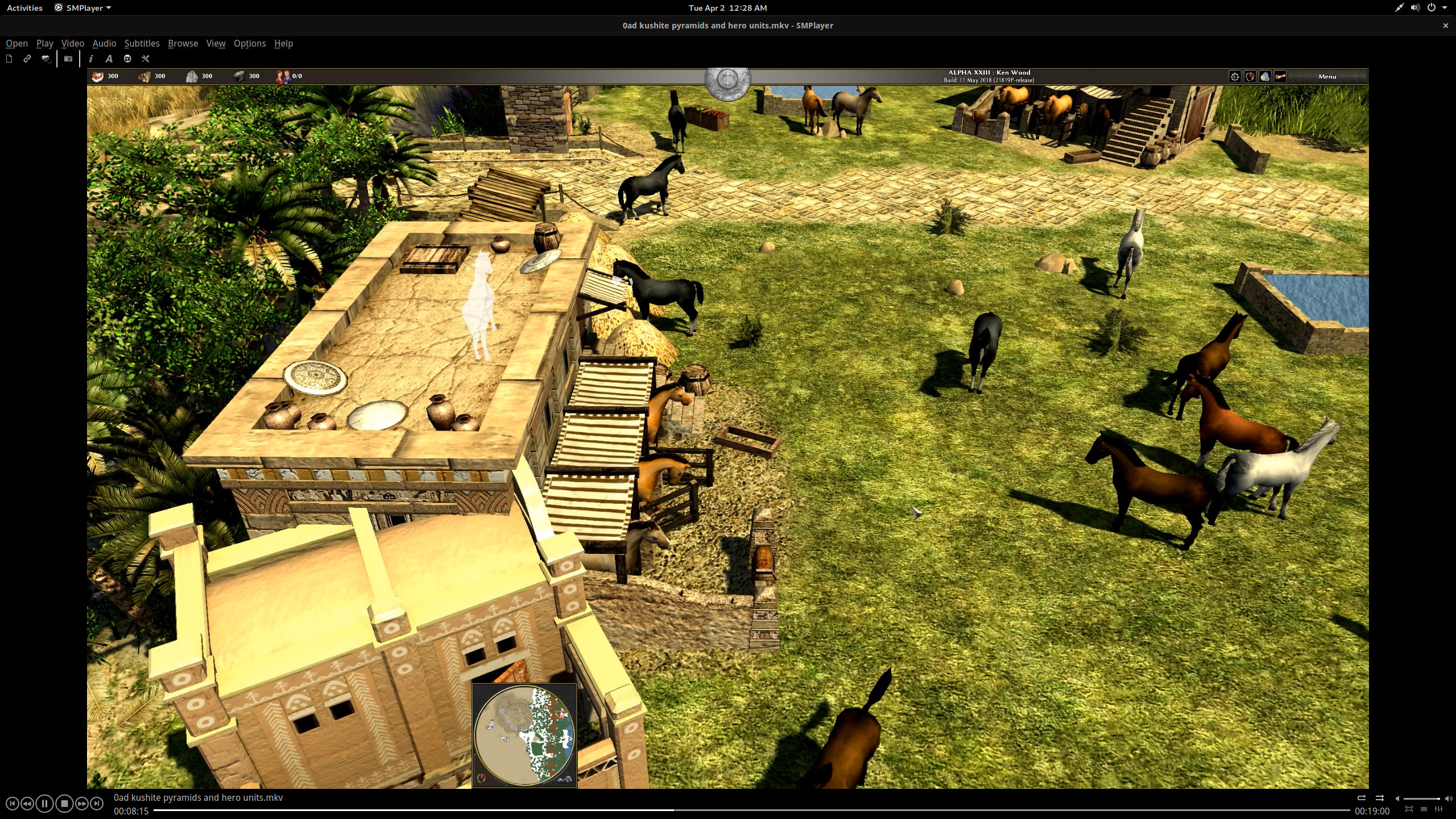
Captura de pantalla de SMPlayer Version 19.1

### Windows
Los archivos ejecutables de Windows están disponibles para las arquitecturas x86 y x86-64.

### Linux
Además del código fuente, SMPlayer proporciona paquetes compilados para diversas distribuciones Linux con soporte para las arquitecturas IA-32 y x86-64.